# Дишобаба
Дишобаба (пол. Dyszobaba) — село в Польщі, у гміні Ружан Маковського повіту Мазовецького воєводства.
Населення — 200 осіб (2011).
У 1975-1998 роках село належало до Остроленцького воєводства.

## Демографія
Демографічна структура станом на 31 березня 2011 року:
|          | Загалом | Допрацездатний вік | Працездатний вік | Постпрацездатний вік |
| -------- | ------- | ------------------ | ---------------- | -------------------- |
| Чоловіки | 101     | 18                 | 70               | 13                   |
| Жінки    | 99      | 25                 | 52               | 22                   |
| Разом    | 200     | 43                 | 122              | 35                   |